# Bataille d'Hanoï (1873)
Expédition Garnier au Tonkin
La bataille d'Hanoï a eu lieu le 20 novembre 1873 à Hanoï, l'actuelle capitale du Viêt Nam, et oppose les forces françaises du lieutenant de vaisseau Francis Garnier composées de 140 marins, 30 soldats d'infanterie de marine et 8 officiers, à celles de la dynastie Nguyen sous le commandement du général Nguyen Tri Phuong forte de 7 000 hommes. 
À l'issue de la bataille, Francis Garnier s'empare de la capitale Hanoï où il avait été envoyé par la France en mission diplomatique sans autre ordre. La bataille déclenche un conflit non autorisé par Paris dans la région de Bắc Kỳ (Tonkin) qui se finira lors de la seconde bataille d'Hanoï fin décembre 1873 et par la mort au combat de Francis Garnier.

## Contexte

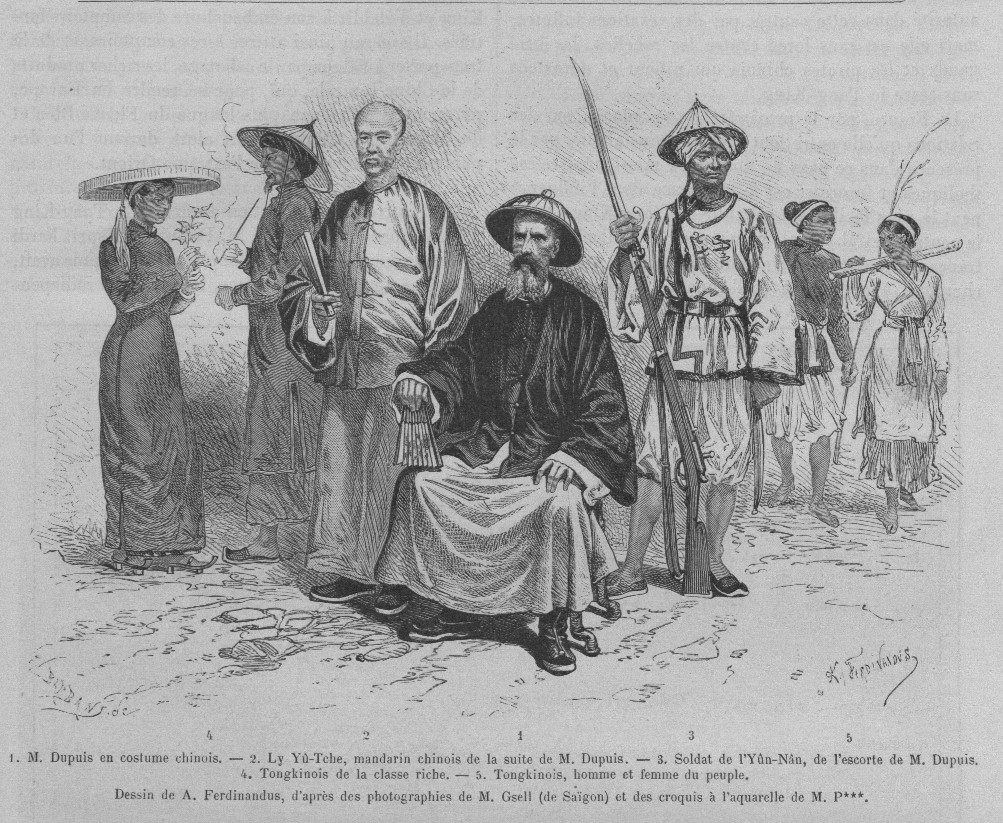
Jean Dupuis en costume chinois au Tonkin

À la fin de l'été 1873, un différend entre le commerçant français Jean Dupuis et les autorités de Hanoï était sur le point de provoquer une crise diplomatique entre la France et le Đại Nam. Les autorités impériales de Hué ont exigé de la France qu'elle prenne des mesures pour expulser Dupuis du Tonkin. 
Le lieutenant de vaisseau Francis Garnier fut envoyé à Hanoï avec deux canonnières et 180 hommes afin de convaincre Dupuis de quitter le Tonkin et  le ramener en Cochinchine française. La petite force française arriva à Hanoï le 5 novembre 1873 avec l'appui de 30 soldats supplémentaires. 
Cependant, Garnier fut bientôt très mécontent de la façon dont les autorités locales le traitèrent. Après avoir discuté avec Dupuis, il devient convaincu que les plaintes du commerçant étaient justifiées alors que celles du gouverneur de Hanoï ne l'étaient pas. Lorsqu'il tenta de discuter des chagrins de Dupuis avec un mandarin impérial, Garnier fut informé qu'il connaissait sa place en tant qu'officier de marine de rang inférieur, non habilité à discuter de questions politiques importantes. Il abandonna sa mission de ramener Dupuis et prit la décision de s'emparer de la ville,.

## La bataille

### La préparation

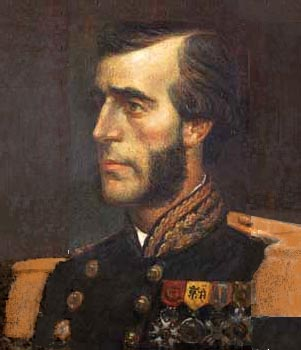
Francis Garnier

Garnier avait chargé le sous-lieutenant Edgard de Trentinian de dresser un plan détaillé des fortifications de la ville. Pendant plusieurs jours, Trentinian a parcouru les murs, observant chaque détail, afin de dessiner quelque chose d'aussi précis que possible. Garnier était très satisfait du travail du jeune officier et utilisa la carte pour planifier soigneusement chaque aspect de la prise de la ville.
Quelques jours avant l'attaque, Garnier place stratégiquement ses deux canonnières, Scorpion et Espingole, à environ 1 200 mètres des murs. Les navires avaient été ancrés dans une position qu'il avait jugée la meilleure pour tirer sur la cité impériale de Thang Long sans être mis en danger par les canons vietnamiens. Le 19 octobre, les canons des navires étaient tous parfaitement pointés vers les cibles précises choisies par Garnier. Comme la plupart des équipages des canonnières étaient nécessaires à terre pour l'assaut, les munitions pour les canons du navire étaient toutes rassemblées près des canons afin que les artilleurs, les seuls hommes qui resteraient sur les navires, ne perdent pas de temps à partir. récupérer des cartouches. 
À la veille de l'attaque, le lieutenant Garnier rassemble les sept autres officiers de son corps expéditionnaire : l'enseigne de vaisseau Charles Esmez (26 ans), l'enseigne Henri Bain (28 ans), l'enseigne Adrien Balny d'Avricourt (24 ans), l'aspirant Marc Hautefeuille (23 ans), l'aspirant Édouard Perrin (21 ans), l'aspirant George Bouxin (20 ans) et le sous-lieutenant Edgard de Trentinian du 4e régiment d'infanterie de marine (22 ans). Garnier a ensuite expliqué minutieusement à chacun d'eux son plan et quelle était leur propre tâche. Jean Dupuis insiste pour participer à l'assaut avec ses mercenaires chinois et, bien que très réticent, Garnier finit par céder.
Avant de s'endormir, Garnier écrit à son frère :
Alea jacta est, tous mes ordres ont été donnés. Demain à l'aube, je vais attaquer 7 000 ennemis protégés par un mur avec mes 180 hommes. Si cette lettre vous parvenait sans ma signature, cela signifierait que j'ai été tué ou grièvement blessé. Dans ce cas, je compte sur vous pour prendre soin de Claire et de ma fille".
— Francis Garnier (19 octobre 1873).

### Attaque de la citadelle
Le 20 octobre au matin, les troupes françaises se réveillent à 5 heures et, après avoir brièvement mangé de la soupe, se préparent à l'attaque prévue à 6 heures. Une première colonne composée de 30 marins et d'un canon sous la direction de l'enseigne Bain quitte le camp à 5h30 et se dirige furtivement vers la porte sud-ouest. Le lieutenant Garnier part peu après, aux côtés d'une deuxième colonne composée de 27 soldats sous le commandement du sous-lieutenant Trentinian et de 48 marins avec 4 canons sous le commandement de l'enseigne Esmez. Cette deuxième colonne était dirigée vers la porte Sud-Est. Un certain nombre d'hommes, pour la plupart malades, furent laissés pour garder le camp.

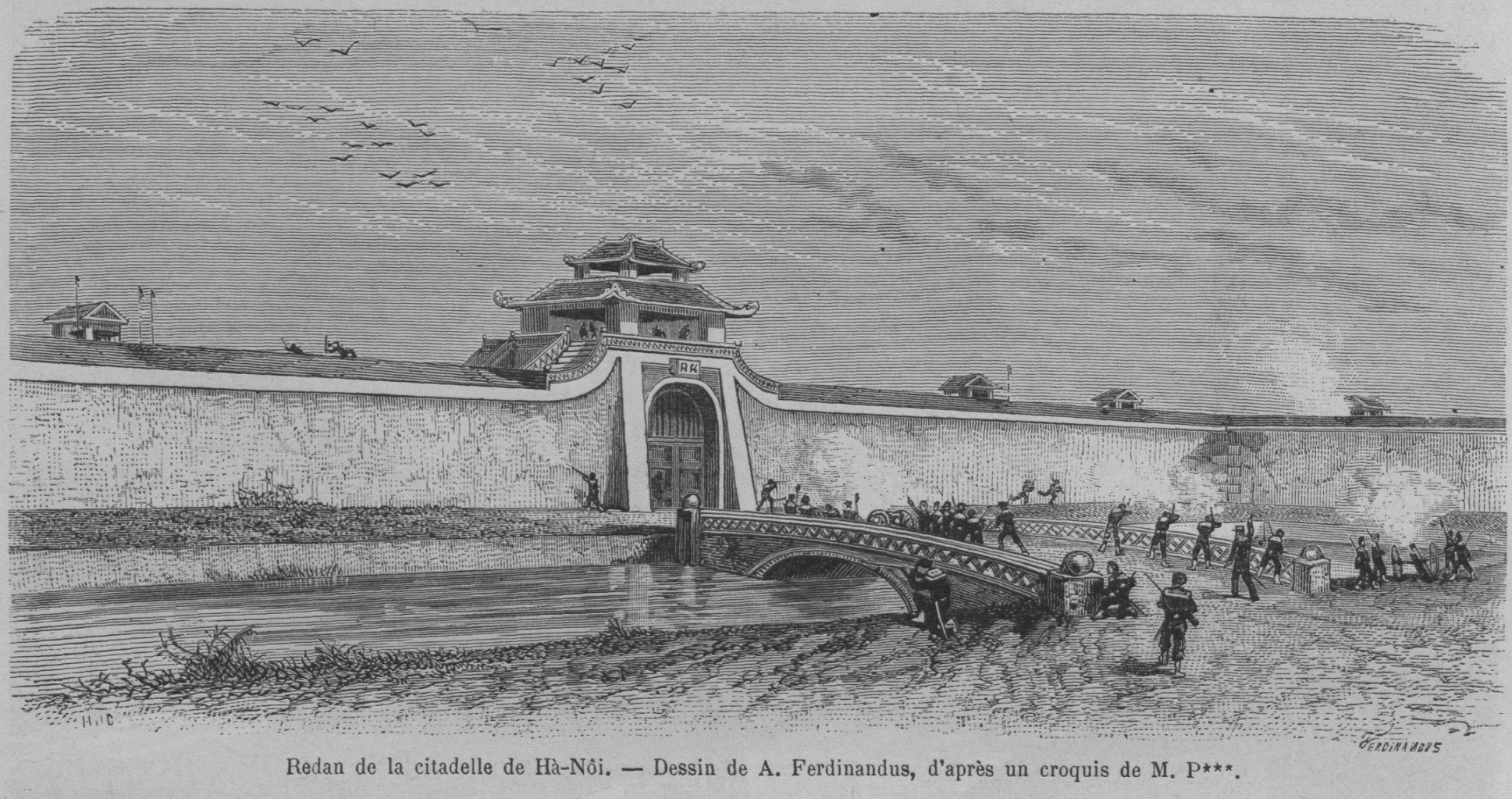
Capture d'Hanoï

Après avoir enlevé quelques chevaux de frise, l'enseigne Bain et ses hommes prirent le redent qui protégeait la porte Sud-Ouest. Ensuite, les artilleurs ont positionné le canon et ont commencé à tirer sur l'épaisse porte. Pendant ce temps, les marins de Bain, protégés par des positions couvertes, réprimèrent les tirs vietnamiens depuis le mur. Les canons du mur tentèrent de tirer mais les obus volèrent bien au-dessus des têtes de la petite escouade française. Comme les canons du mur étaient placés en barbette plutôt qu'à l'intérieur des embrasures, les artilleurs n'étaient pas protégés et beaucoup d'entre eux tombèrent sous le feu mortel des chassepot modèle 1866 français. Outre leurs fusils et canons archaïques de mauvaise qualité qu'ils tiraient sans précision, les défenseurs utilisaient également diverses tactiques extrêmement dépassées, comme lancer des clous du haut des murs dans l'espoir de blesser les pieds des assaillants, ce qui rendait assez perplexes les Français dont les bottes des militaires rendaient la manœuvre complètement inutile. Après avoir fait sauter la porte et mis les défenseurs en déroute, les hommes de Bain occupent l'entrée sud-ouest. Les deux canonnières françaises avaient été mises sous la direction de l'enseigne Balny d'Avricourt. Seuls 14 hommes étaient à bord du Scorpion et 23 hommes à bord de L'Espingole, noms des canonnières. Dès qu'elles entendirent les premiers bruits de la bataille, les deux canonnières déclenchèrent un feu d'artillerie dévastateur sur les portes Nord et Ouest, ainsi que sur la partie du mur qui les séparait.

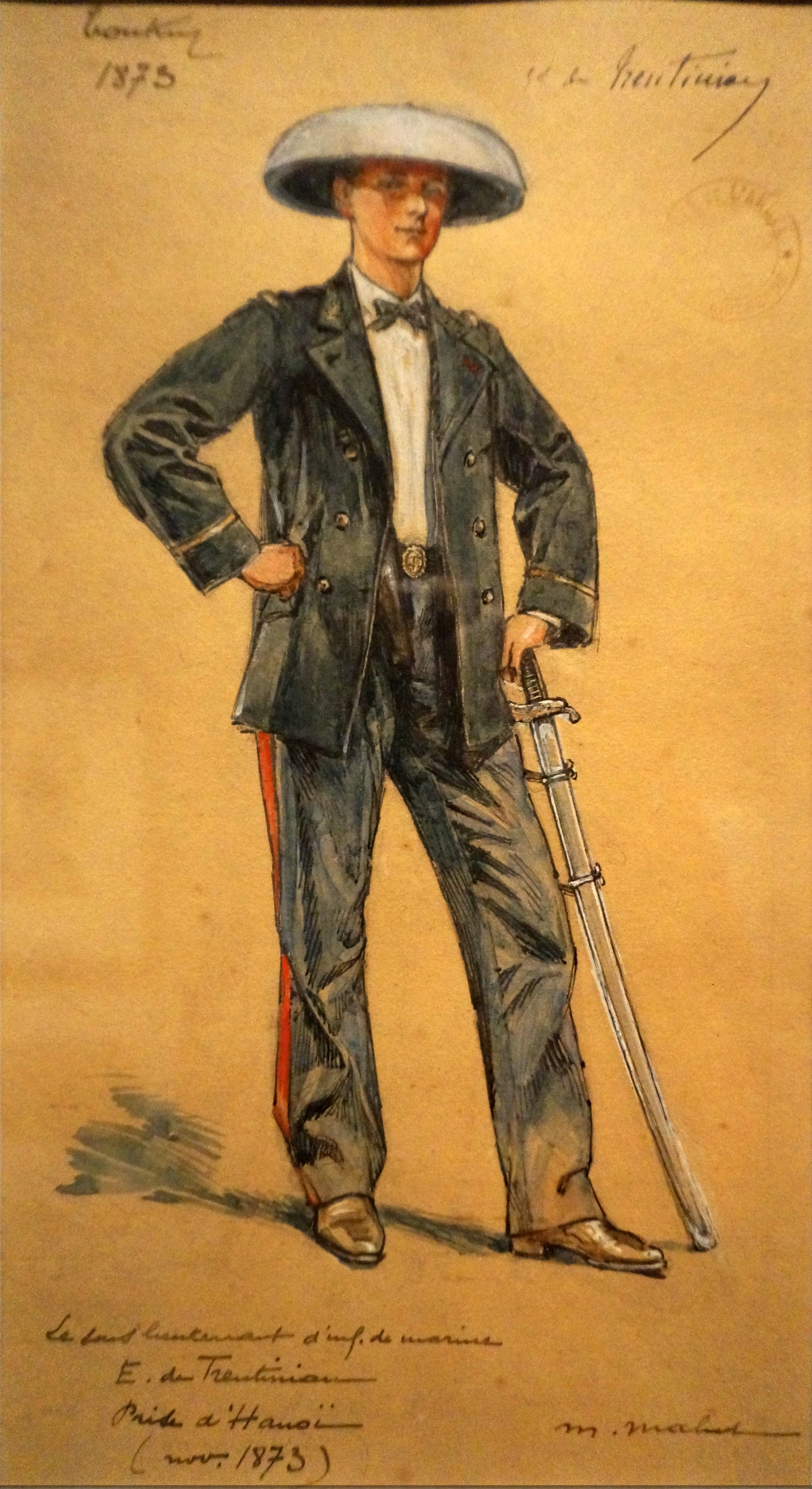
Sous-lieutenant Trentinian

À la porte sud-est, le groupe de Garnier avec ses quatre canons avait brutalement réduit le mur au silence. Les marins et les soldats de l'infanterie de marine, depuis leurs positions couvertes, utilisèrent un tir de suppression très efficace sur les défenseurs, tandis que les canons faisaient exploser les pièces d'artillerie vietnamiennes situées sur la fortification. Lorsque le général Tri Phương, qui menait du front, fut grièvement blessé et dut être retiré de l'action, le moral vietnamien, déjà bas, s'effondra complètement. Malgré leurs quatre canons, les Français eurent cependant quelques difficultés à détruire l'épaisse porte. Lorsqu'une brèche fut pratiquée au sommet, Garnier impatient grimpa pour s'engouffrer à l'intérieur, suivi seulement de Trintinian et de deux soldats de l'infanterie de marine. Cela marqua le début d'une déroute générale, alors que les défenseurs déjà démoralisés abandonnèrent tout espoir et s'enfuirent. Un grand nombre de soldats vietnamiens ont fui par la porte Nord et se sont enfuis paniqués à travers les rizières. Garnier était resté près de l'entrée avec ses trois hommes jusqu'à ce que le reste de ses troupes fasse finalement sauter la porte et entre dans les lieux. Une fois tout le monde à l'intérieur, Garnier, inquiet de la fuite potentielle de fonctionnaires importants, envoya un détachement sous les ordres de l'aspirant Hautefeuille pour aller occuper la porte Est de l'intérieur, puis se dirigea vers la porte Sud-Ouest pour ordonner à Bain de faire de même pour la porte occidentale,. Dupuis et 30 de ses mercenaires, commandés par un aventurier grec et vétéran de l'armée nommé Georges Vlavianos, avaient été chargés de garder la porte Est de l'extérieur pour s'assurer qu'aucun haut fonctionnaire ne fuirait par là. Cependant, au lieu de simplement garder la porte, ils ont fini par prendre le redan et ont finalement fait irruption à l'intérieur. Au détour d'une rue, ils croisèrent le chemin du détachement que conduisait Hautefeuille vers la porte Est. Les Français ont pris les mercenaires chinois pour des troupes vietnamiennes et ont ouvert le feu. Ils se rendirent compte de leur erreur quelques secondes plus tard, mais l'un des mercenaires avait été mortellement abattu et devint ainsi la seule victime « française » de la bataille. Peu avant 7 heures du matin, l'enseigne Esmez et ses matelots prennent le contrôle de la grande tour de la citadelle et hissent le drapeau français au sommet. Ce fut le signal pour les deux canonnières d'arrêter de tirer.

### Les pertes et la suite

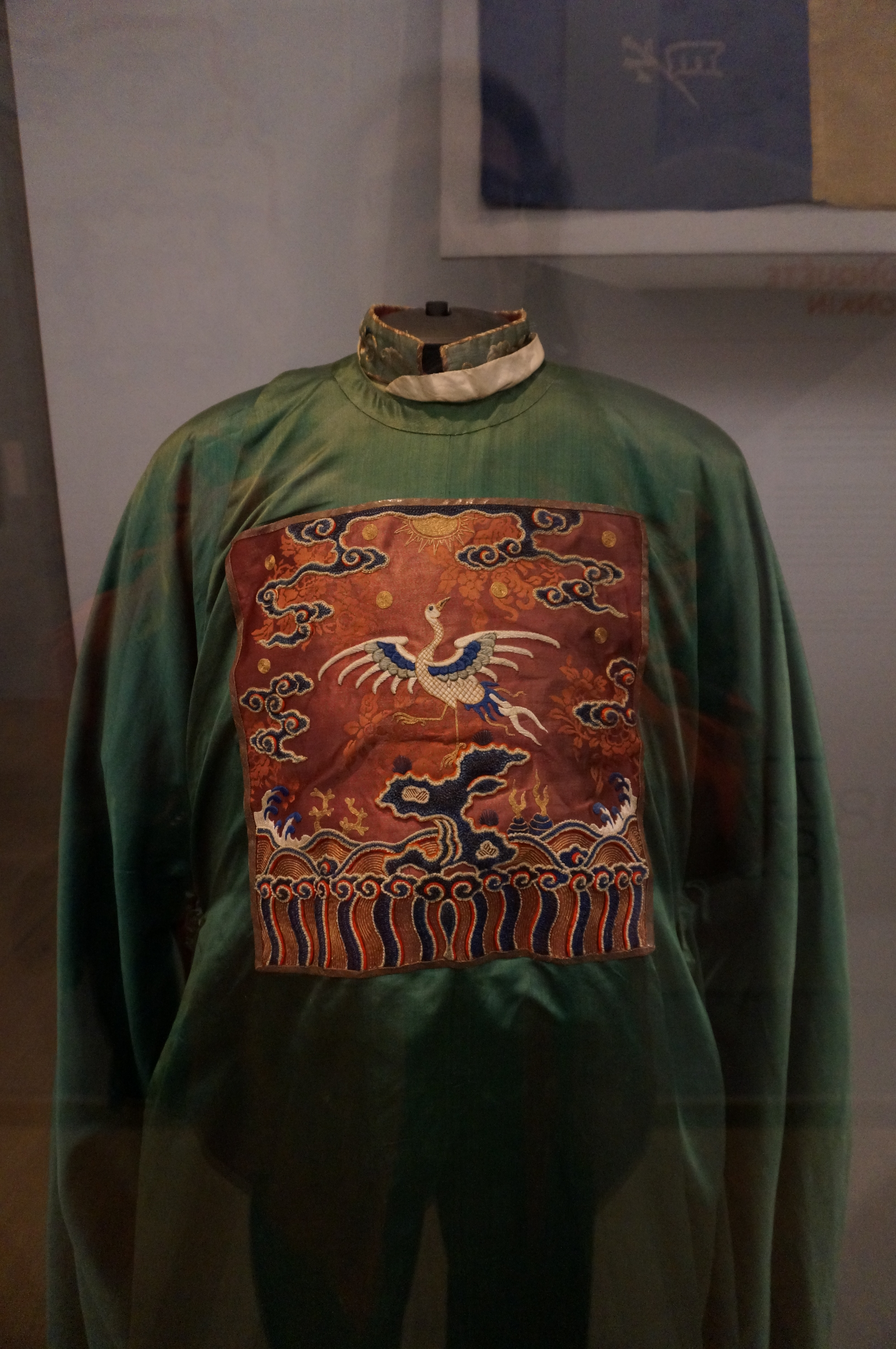
Tunicelle de mandarin du 2^{e} degré de la dynastie Nguyen prise par le lieutenant de vaisseau Francis Garnier lors de la prise d’Hanoï le 20 février 1873 (Musée de l'Armée, Paris) Francis Garnier, Musée de l'armée.

Les pertes vietnamiennes furent relativement lourdes, avec plus de 80 morts et 300 blessés. Nguyễn Lâm, le deuxième fils de Nguyễn Tri Phương et gendre de l'empereur Thiệu Trị, faisait partie des tués. Le général Tri Phương, bien que grièvement blessé à la hanche par la mitraille, avait tenté de s'échapper à cheval mais avait été capturé par les Français. 2 000 soldats vietnamiens supplémentaires, qui n'avaient pas pu s'échapper à temps et s'étaient donc cachés dans les couloirs de la citadelle, se rendirent. Pour éviter tout risque d'action désespérée de la part de leurs nombreux ennemis acculés, les Français ont pris grand soin de leur expliquer qu'ils ne seraient pas exécutés comme le prescrivaient les ennemis capturés par les coutumes de guerre locales de l'époque. Logistiquement incapables de prendre en charge autant de prisonniers avec si peu d'hommes, les Français en libérèrent la plupart quelques jours plus tard et ne gardèrent que les officiers et dignitaires de haut rang, qui ont un poids politique plus important dans le but de négociation ou même de rançon,.
Avec environ 200 hommes et sans aucun ordre de ce type, le lieutenant Garnier s'était emparé de la capitale de la région de Bắc Kỳ, une ville d'environ 80 000 habitants à l'époque. Après la prise de Hanoï, Garnier nomme de nouveaux mandarins et déclare le fleuve Rouge ouvert au commerce. Garnier voit l'opportunité avec le fleuve de conquérir le sud de la Chine, mais cela ne sera pas possible car le fleuve en Chine n'est plus praticable. Puis, avec ses 180 hommes et ses deux canonnières, il lança une campagne militaire de frappe qui aboutit à la conquête de la majeure partie de Bắc Kỳ entre fin novembre et décembre 1873. Bien qu'il ait été traité avec respect par les Français, le général Tri Phương a refusé que ses blessures soient soignées et est décédé le 20 décembre après avoir entamé une grève de la faim. Garnier a été tué au combat un jour plus tard, le 21 décembre, alors qu'il poursuivait, avec 18 de ses hommes, une force des Pavillons noirs forte de 600 hommes qu'il venait de chasser des murs de la ville avec une canonnade. La ville resta néanmoins aux mains des Français jusqu'en février 1874, date à laquelle une deuxième expédition française envoyée pour atténuer les conséquences de la campagne scélérate de Garnier vint chercher les hommes et les ramener à Saigon. Mais la France dut abandonner cette conquête et ne revint que dix ans plus tard lors de la guerre franco-chinoise.